# Jan Kreisinger (horolezec)
Jan Kreisinger (* 7. srpna 1966) je český horolezec. V 80. letech se věnoval převážně pískovcovému lezení v Sasku, kde vylezl řadu saských desítek. V roce 1989 se stal prvním mistrem Československa ve sportovním lezení (závody v Ostroměři, 1. místo). Později začal lézt v horách. Má výstupy a prvovýstupy v Patagonii, Yosemitech, Lofotech, Pamiro-Alaji, Himálaji, Daxue Shanu, Tatrách a Alpách. V letech 2003-2009 byl členem horské reprezentace ČR. Je ženatý a má dvě dcery.

## Výstupy - výběr
- 1984-1989 Saské pískovce - např. Sportfest Xb, Dauerbrenner Xa, Hypnose Xa, Schalmauer Xa, Im Fegefeuer Xa, Hexentanz Xa, Goldkrone Xa, Zerbrochenner Spiegel Xa, Dicker Hund Xa, ...
- od r. 1989 [sportovní lezení] - Le Nuit Du Lezard 8a+ (Francie, Buoux, 1989), Supernova 10- (Srbsko, CZ, 1989), L'Homme Programme 8a (France, Buoux) 1989...
- 1986 Slovensko, Vysoké Tatry, Galerie Ganku - Stredom platně 7 OS, první volný přelez, (lezeno s Petrem Jandíkem) [1]
- 1993 Dolomiti, Civetta, Punta Tissi - Phillip - Flamm 5.10c/d, (lezeno s Claudio Bozetto)
- 1994 Dolomiti, Marmolada S face - Moderne Zeiten VIII-, (spolulezec Tomáš Kučera)
- 1994 Alpy Mt. Blanc masif, Petit Dru, American Direct - French Directissime VIII- (spolulezec Tomáš Kučera)
- 1999 USA, Yosemity, El Capitan - Salathe Wall (VI 5.11), (spolulezec David Šťastný)
- 1999 USA, Yosemity, Washington Column - Astroman (VI 5.11c), (spolulezec Jose, Chile)
- 2002 Chile, Patagonie, Torre Centrale Paine - Riders on the Storm (VII 5.12, A3, 1300m) druhý přelez (lezeno s Davidem Šťastným, Výstup roku 2002, udělil Český horolezecký svaz)[2]
- 2002 Kyrgyzstán, Karavishin, Pik 4810 m - Zlaté písky (VI 8 A1, 1000 m), nová varianta do spojení s cestou Križok (spolulezci Jirka Šrůtek, Petr Balcar, Mirek Turek)[3]
- 2005 Norsko, Lofoty, Vagakallen - Freya (VI 5.12+ A3+, 800 m), druhý přelez (spolulezec Dušan Janák)[4]
- 2005 Slovensko, Vysoké Tatry, Jastrabia Veža - Jet Stream 10- AF, první volný přelez, (lezeno s Dušanem Janákem)
- 2006 Indie, Garhwalský Himálaj, Mount Meru Central (6310 m n. m.) - Filkův nebeský smích (7a, 80°, M5, 2000 m), prvovýstup alpským stylem (lezeno s Markem Holečkem - čestné uznání Golden Piton časopisu Climbing, Výstup roku 2006, udělil Český horolezecký svaz)[5]
- 2008 Nepál, Solo Khumbu, Kwangde Nup (6035 m n. m.) - Between Sun And Shadow (WI4, M5, 80° , 1300 m), prvovýstup alpským stylem (lezeno s Martinem Kleštincem, Výstupy roku ČHS - Čestné uznání)[6],[7]
- 2017 Čína, Daxue Shan, Mt.Grosvenor (6376 m n. m.) - pokus o prvovýstup v Z stěně, dosažená výška 5600 m a obtížnost WI 4/5, 80°/90°, (lezeno s Ondrou Mackem)[8]

## = Externí odkazy
- Flicker: Fotografie z expedic
- Lezeckarevue.cz: Články k výstupům
- Ceskatelevize.cz: České himálajské dobrodružství II, Česká stopa